# Курзеня
 Курзеня  — деревня в Шарангском районе Нижегородской области в составе  Старорудкинского сельсовета .

## География
Расположена на расстоянии примерно 23 км на юг от районного центра посёлка Шаранга.

## История
Известна с 1891 года как починок Курзеневский, где было в 1905 году дворов 61 и жителей 425, в 1926 (деревня Курзеневская) 101 и 532, в 1950 (Курзеня) 82 и 294. Имеется фотообзор.

## Население
Постоянное население составляло 40 человек (русские 100%) в 2002 году, 11 в 2010.